# Naevochromis chrysogaster
Naevochromis chrysogaster là một loài cá vây tia thuộc họ Cichlidae. Đây là loài duy nhất của chi Naevochromis.
Loài cá này được tìm thấy ở Malawi, Mozambique, và Tanzania. Môi trường sống tự nhiên của chúng là hồ nước ngọt.